# Jasmin Maurer
Jasmin Maurer (Saarbrücken, 29 de marzo de 1989) es una política alemana del Partido Pirata, miembro del Parlamento Regional del Sarre desde 2012 hasta 2017.

## Biografía

### Educación
Maurer comenzó a estudiar Derecho en la Universidad del Sarre después de salir de la escuela. Sin embargo, renunció a sus estudios y tomó un periodo de prácticas como administradora de sistema informático.

### Carrera política
Maurer apoyó el Partido Pirata en las elecciones federales de 2009.
Fue seleccionada para ser la candidata del Partido Pirata en las elecciones estatales de Sarre de 2012 donde el partido obtuvo el 7,4 % de los votos y 4 escaños.
En agosto de 2012 Maurer no obtuvo un voto de confianza para permanecer en la presidencia estatal de su partido. Actualmente es vicepresidenta de la colectividad a nivel estatal.
Perdió su escaño tras las Elecciones estatales de Sarre de 2017.